# Luís Maria de Sant'Ana
Dom Frei Luís Maria de Santana (Antonio Colturato), O.F.M.Cap. (Boschi Sant'Anna, 21 de março de 1886 — Botucatu, 5 de maio de 1946) foi um bispo católico, sendo bispo de Uberaba entre os anos de 1929 e 1938 e de Botucatu no período de 1938 a 1946.

## Biografia
Nascido na Província de Verona, Itália, Antonio Colturato (seu nome de batismo) veio para o Brasil em 1888 e se fixou na cidade de Araraquara. Ingressou em 1899 na Ordem dos Frades Menores Capuchinhos, assumindo o nome de Frei Luís Maria de Santana. 
Foi ordenado sacerdote no dia 6 de março de 1909, na Catedral da Sé de São Paulo, por Dom Duarte Leopoldo e Silva.
Era superior do Convento Capuchinho Imaculada Conceição de São Paulo quando foi sagrado Bispo de Uberaba, em 4 de outubro de 1929, e tomou posse a 3 de novembro de 1929. 
No dia 2 de agosto de 1929 foi nomeado bispo da Diocese de Uberaba, pelo Papa Pio XI, sendo ordenado bispo na cidade de São Paulo, na Igreja da Imaculada Conceição, por Dom Duarte Leopoldo e Silva, no dia 4 de outubro do mesmo ano. 
Aos 3 de abril de 1938 foi nomeado bispo de Botucatu pelo Papa Pio XI. Naquela diocese realizou o primeiro Congresso Eucarístico Diocesano, em 1941; inaugurou a nova Catedral, em 1943 entre outros projetos realizados durante o seu episcopado.
Veio a falecer no dia 5 de maio de 1946, na cidade de Botucatu. 